# فرودگاه کرمکس
فرودگاه کرمکس (به انگلیسی: Carmacks Airport) یک فرودگاه همگانی است که یک باند فرود شن دارد و طول باند آن ۱۵۲۴ متر است. این فرودگاه در کشور کانادا قرار دارد و در ارتفاع ۵۳۹ متری از سطح دریا واقع شده‌است.